# Gonodonta incurva
Gonodonta incurva là một loài bướm đêm trong họ Noctuidae.